# Great Washbourne
Great Washbourne är en by i civil parish Dumbleton, i distriktet Tewkesbury, i grevskapet Gloucestershire i England. Byn är belägen 10 km från Tewkesbury. Great Washbourne var en civil parish fram till 1935 när blev den en del av Dumbleton. Civil parish hade 65 invånare år 1931. Byn nämndes i Domedagsboken (Domesday Book) år 1086, och kallades då Waseburne.